# 譚秉榮建築事務所
譚秉榮建築事務所（英文：Bing Thom Architects）於1981年成立，是加拿大一間由華人建築師譚秉榮（1940-2016）開創的國際知名的建築與城市規劃公司，總部位於加拿大卑詩溫哥華。溫哥華譚秉榮建築事務所在加拿大本地，以至美國及中國等均有重點建築項目發展。2011年，溫哥華譚秉榮建築事務所獲得頒發RAIC Gold Medal和2010 RAIC Firm of the Year。

## 重點項目
- 英國大倫敦西敏市特拉法加廣場
- 加拿大卑詩省列治文市時代坊
- 加拿大卑詩省溫哥華溫哥華卑斯大學陳氏演藝中心
- 美國華盛頓華盛頓競技場舞台擴建項目
- 中華人民共和國河北省石家莊市石家莊大劇院
- 香港九龍西九文化區戲曲中心